# Klugeana swartlandensis
Klugeana swartlandensis är en fjärilsart som beskrevs av Geertsema 1990. Klugeana swartlandensis ingår i släktet Klugeana och familjen nattflyn. Inga underarter finns listade i Catalogue of Life.